# Lustrum
Ett lustrum (latin) är en period på fem år. Det avsåg ursprungligen det reningsoffer som förrättades av Roms censorer på Marsfältet i samband med att de avslutade sin femåriga ämbetsperiod. En arkaisk synonym är kvinkvennat.